# Часовня Михаила Архангела (Масельга)
Часовня Михаила Архангела — недействующая православная часовня, расположенная в урочище Масельга в Медвежьегорском районе Карелии на месте исчезнувшего поселения. Памятник деревянного зодчества Заонежья XVIII века.

## Расположение
Урочище Масельга, на территории которого возвышается часовня, расположено среди лесов материковой части юго-восточного Заонежья. Оно представляет собой открытое пространство, которое после исчезновения существовавшей на этом месте деревни использовалось в качестве сенокосных угодий. Судя по сохранившимся картам, часовня стояла у перекрёстка двух пересекающих деревню дорог.

## Архитектура
Часовня представляет собой трёхчастный равновысокий и равноширокий клетский храм, рубленный из сосновых брёвен. Она состоит из объединённых общей двускатной крышей молитвенного помещения, узкого безоконного притвора и просторных сеней. Над сенями надстроена колокольня, в основании которой лежит рубленый с повалами восьмерик; её покрывает опирающийся на девять столбов шатёр, увенчанный главкой с крестом.